# خوزه لیوگوی
خوزه لیوگوی (انگلیسی: José Lewgoy؛ ۱۶ نوامبر ۱۹۲۰ – ۱۰ فوریهٔ ۲۰۰۳) یک هنرپیشه اهل برزیل بود.
از فیلم‌ها یا برنامه‌های تلویزیونی که وی در آن نقش داشته است می‌توان به تقصیر ریو است، کبرا ورده، فیتزکارالدو، بوسه زن عنکبوتی اشاره کرد.